# فرانس د مولدر
فرانس د مولدر (اسپانیایی: Frans De Mulder‎; ۱۷ دسامبر ۱۹۳۷ – ۵ مارس ۲۰۰۱) دوچرخه‌سوار اهل بلژیک بود.